# Willa Lignoza
Willa Lignoza – willa z 1927 roku w Katowicach przy ul. Poniatowskiego 29.

## Historia
Willa zaprojektowana w 1925 r. przez niemieckiego architekta Rudolfa Fischera. Wzniesiona w 1927 r. dla inż. Tomisława Morawskiego – dyrektora generalnego Spółki Akcyjnej Lignoza.

## Architektura
Dwukondygnacyjny budynek, posadowiony na cokole, nakryty wysokim czterospadowym dachem z lukarnami użytkowego poddasza. Elewacja frontowa (północna) z wgłębnym dwukondygnacyjnym portykiem z dwoma kolumnami toskańskimi w antach, nad którego belkowaniem znajduje się szeroka dwuokienna lukarna z trójkątnym szczytem i rozetą w środku. Elewacja ogrodowa (południowa) z przeszkloną dziś, jednokondygnacyjna werandą z tarasem na dachu, do której prowadzą dwa przeciwległe biegi schodów. Na dachu trzy smukłe lukarny ze szczytami. Wejście główne pierwotnie mieściło się w dwukondygnacyjnym ryzalicie bocznym od strony wschodniej.
Willa utrzymana w estetyce „stylu około 1800”, będącego dwudziestowieczną reedycją pruskiego barokowego klasycyzmu.
Pierwotnie dom otaczał rozległy, tarasowy ogród z fontanną pośrodku, zastąpioną po wojnie okrągłym gazonem. Od strony wschodniej, w miejscu wzniesionego w 1950 r. biurowca Zjednoczenia Materiałów Przemysłu Chemicznego „Erg" (projekt Tadeusz Łobos, obecnie Wyższy Urząd Górniczy) znajdował się kort tenisowy.
W głębi posesji wzniesiono garaż z mieszkaniem szofera, przebudowany w latach 50. XX w.

## Galeria

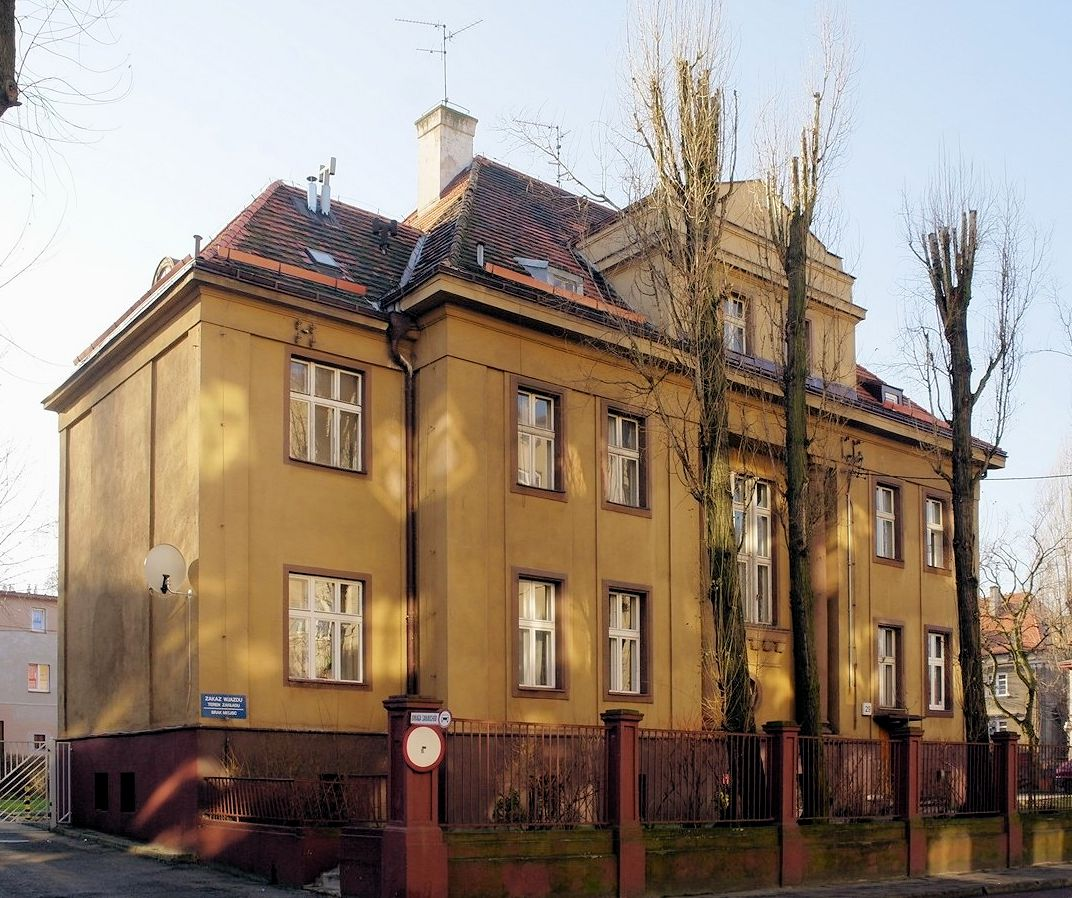
Elewacja północna (2018)
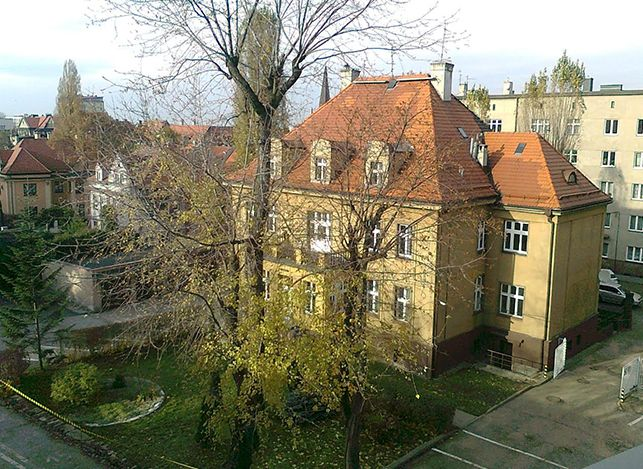
Elewacja ogrodowa (południowa, 2018)
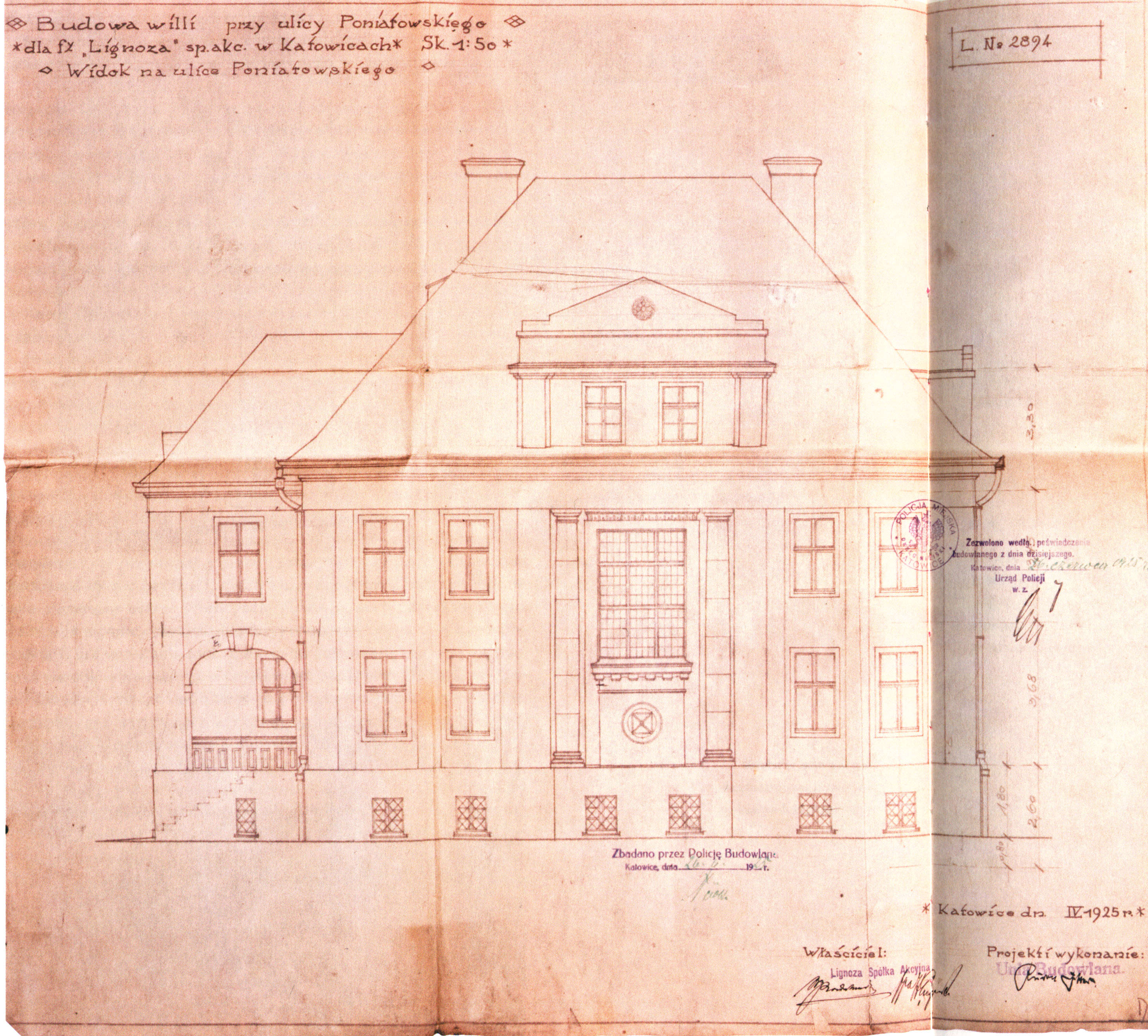
Projekt willi, 1925 (zbiory Archiwum Urzędu Miasta Katowice)
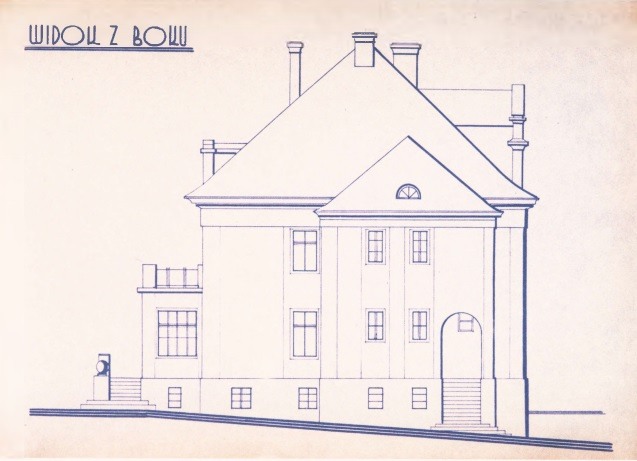
Projekt willi, elewacja wschodnia, 1925 (zbiory Archiwum Urzędu Miasta Katowice)